# 吴孟兰
吴孟兰（1934年11月9日—2021年9月15日），是越南一位副教授、博士、艺术家、动画导演。1997年获人民艺术家称号，2007年获国家文学艺术奖。并受到了很多人的称赞。 
1934年出生越南河内的南部，很早就接触到了绘画等艺术。1950年，在越北联区中受到了Tô Ngọc Vân的传授，毕业后参军，并在参军途中写了很多有关于抗战的作品。
1956年战争结束后，他被派到苏联大学去学习电影动画等艺术，1962年毕业回国工作，成立了自己的公司。1963年推出了自己的第一部作品，其后又推出了多部作品，并获得了很多的奖项。1966年凭借影片《小猫》在罗马尼亚国际动画电影节获奖，在莱比锡国际电影节获奖，在1970年其作品《姜先生的故事》获奖。他总共制作了17部电影，是越南动画电影界的领先艺术家之一。2008年他参加了越南革命电影业成立55周年纪念仪式。
他和妻子有四个孩子，其女儿吴秀璃与后来成为越共中央总书记的苏林结婚。
其还是一个画家，并多次设计过邮票。
其在2021年去世。